# Louisville Waterfront Park

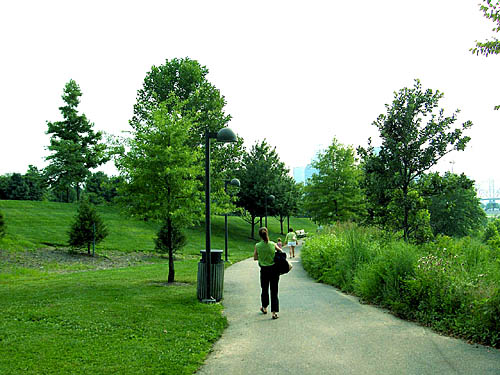
Le Louisville Waterfront Park

Le Louisville Waterfront Park est un parc municipal de 29,2 ha situé dans le quartier de Downtown à Louisville en bordure de la rivière Ohio.  

## Histoire
La première phase de construction du parc fut achevée le 4 juillet 1999 avec une superficie d'environ 22,3 ha. Le parc fut dessiné par un bureau local d’architectes. Le coût initial avoisinait les 58 millions de dollars. Avant, le site était constitué de friches industrielles. Le parc est le théâtre de concerts et de divers festivals tout au long de l'année et accueille ainsi plus d'un million de visiteurs chaque année.
La seconde phase du parc se termina le 10 juin 2004 et ajouta au parc une surface d'environ 6,9 ha. Le parc abrite ainsi un amphithéâtre, un quai pour accueillir des bateaux de touristes en provenance de la rivière Ohio et différents locaux de l'université de Louisville. Le parc offre également une connexion Wi-Fi gratuite. Chaque année, le parc accueille un feu d'artificle lors du festival du Kentucky Derby.
Une troisième phase devrait voir la transformation du pont ferroviaire (‘’Big Four Bridge’’) sur l’Ohio en un pont pour piétons.